# Getting Down to Business
Getting Down to Business è un CD di Donald Byrd con il sassofonista Joe Henderson, pubblicato dalla Landmark Records nel 1990. Il disco fu registrato il 10 e 12 ottobre 1989 al Van Gelder Studio di Englewood Cliffs, New Jersey (Stati Uniti).

## Tracce
1. Theme for Malcolm – 7:39 (Donald Brown)
2. That's All There Is to Love – 5:43 (Donald Byrd)
3. Pomponio – 10:18 (Bobby Hutcherson)
4. I Got It Bad and That Ain't Good – 8:29 (Duke Ellington, Paul Francis Webster)
5. A Certain Attitude – 5:13 (James Williams)
6. The Onliest – 9:55 (Donald Byrd)
7. Around the Corner – 8:07 (Joe Henderson)

## Musicisti
- Donald Byrd - tromba, flicorno
- Joe Henderson - sassofono tenore
- Kenny Garrett - sassofono alto (tranne nei brani: 2 e 6)
- Donald Brown - pianoforte
- Peter Washington - contrabbasso
- Al Foster - batteria[1]